# Seimul Letoniei
Seimul Letoniei (în letonă Saeima) este Parlamentul unicameral al republicii Letonia și se află la Riga.